# تنكو
 تنكو  (بالفارسية: تنگو) قرية صغيرة تتبع بلدة جناح من توابع مدينة بستك وتقع في محافظة هرمزغان في جنوب إيران. وهي إحدى قرى منطقة فرامرزان تبعد عن مدينة بستك بحوالي 85 كيلومتراً.